# Ferrari SF-25
La Ferrari SF-25 (nome in codice 677) è la settantunesima monoposto di Formula 1 prodotta dalla Ferrari, realizzata per partecipare nel campionato mondiale di Formula 1 2025.

## Livrea
Rispetto alle monoposto Ferrari immediatamente precedenti, la SF-25 adotta un rosso corsa in tonalità opaca e più scura, e soprattutto integra una massiccia banda bianca che attraversa verticalmente il cofano motore, dettata dal title sponsor HP: l'ampio ricorso al bianco richiama in primis le Ferrari dell'epoca Lauda a metà degli anni 70 del XX secolo.

## Caratteristiche

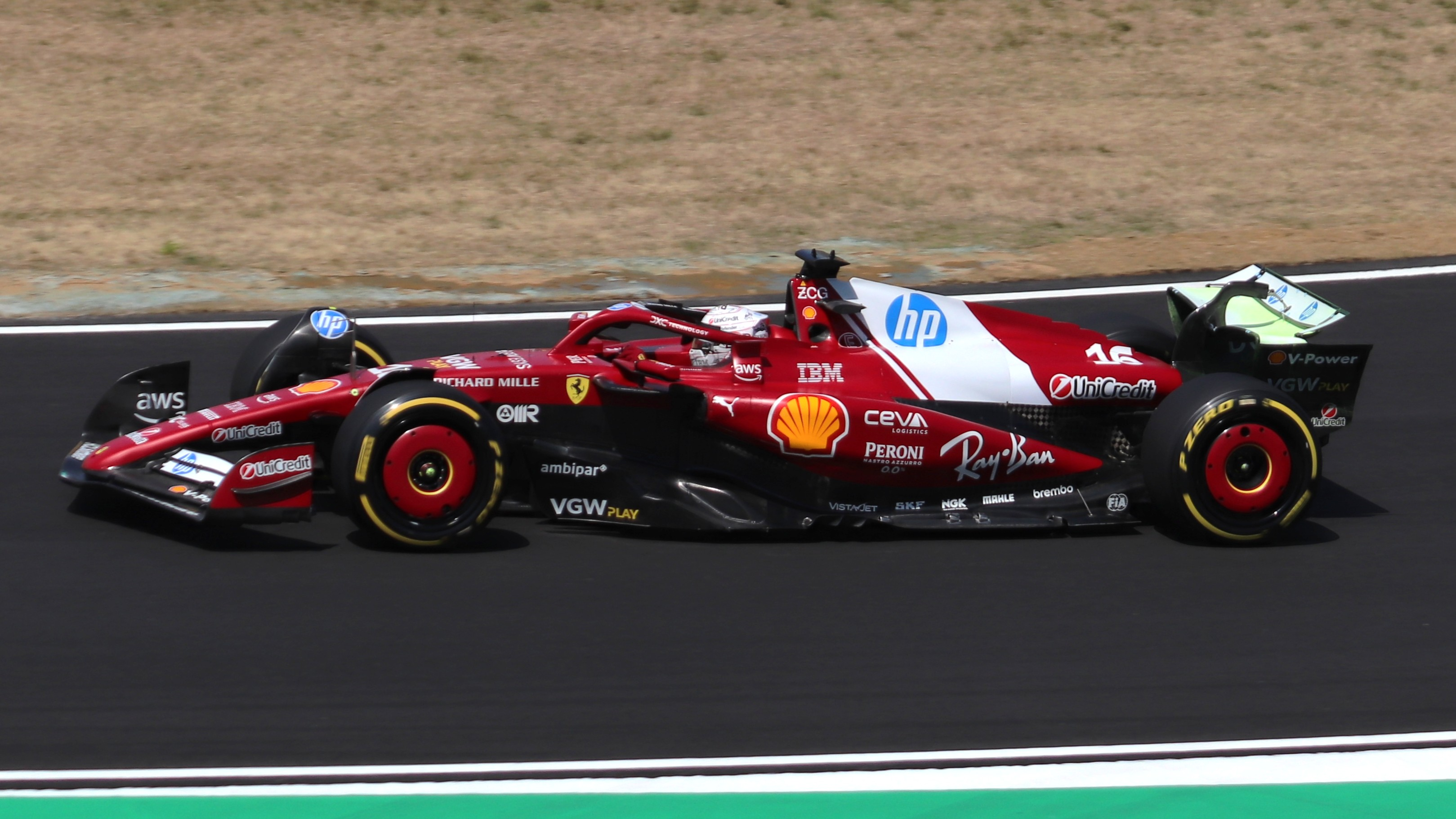
Vista laterale della SF-25 di Charles Leclerc al Gran Premio del Giappone

La SF-25 – il cui progetto, partito sotto la precedente direzione tecnica di Enrico Cardile, è stato poi completato da un gruppo di lavoro supervisionato dal nuovo direttore tecnico dello chassis, Loïc Serra – vede la sua maggiore novità nell'adozione dello schema sospensivo pull rod all'anteriore, soluzione che la casa di Maranello non utilizzava dalla SF15-T del 2015, e riadottata sia per ragioni aerodinamiche sia per una migliore distribuzione dei pesi in ottica sviluppo; permane invece lo stesso schema push rod al posteriore, con una revisione dei cinematismi.
Rispetto alla precedente SF-24, la monoposto 2025 vanta un telaio più lungo all'anteriore e una scatola del cambio più corta, espedienti volti ad arretrare la posizione dell'abitacolo. Onde ridurre la resistenza all'avanzamento, il musetto è stato assottigliato e posato sul secondo elemento dell'alettone anteriore; sempre in funzione aerodinamica, le pance laterali risultano molto scavate sia nella zona inferiore, per cercare di aumentare la portata del flusso sul fondo, sia in quella superiore, dov'è presente un accenno di "vasche".

## Scheda tecnica
| Caratteristiche tecniche - Ferrari SF-25                       | Caratteristiche tecniche - Ferrari SF-25                           | Caratteristiche tecniche - Ferrari SF-25                           | Caratteristiche tecniche - Ferrari SF-25                                                             | Caratteristiche tecniche - Ferrari SF-25                                                             | Caratteristiche tecniche - Ferrari SF-25                                                             |
| -------------------------------------------------------------- | ------------------------------------------------------------------ | ------------------------------------------------------------------ | --- | --- | --- |
|                                                                |                                                                    |                                                                    | | | |
| Configurazione                                                 |                                                                    |                                                                    | | | |
| Carrozzeria: monoposto                                         | Carrozzeria: monoposto                                             | Posizione motore: centrale                                         | Posizione motore: centrale                                                                           | Trazione: posteriore                                                                                 | Trazione: posteriore                                                                                 |
| Dimensioni e pesi                                              |                                                                    |                                                                    | | | |
| Posti totali: 1                                                | Posti totali: 1                                                    | Bagagliaio: assente                                                | Bagagliaio: assente                                                                                  | Serbatoio: 110 kg                                                                                    | Serbatoio: 110 kg                                                                                    |
| Masse                                                          | / in ordine di marcia: 798 kg                                      | / in ordine di marcia: 798 kg                                      | / in ordine di marcia: 798 kg                                                                        | / in ordine di marcia: 798 kg                                                                        | / in ordine di marcia: 798 kg                                                                        |
| Meccanica                                                      |                                                                    |                                                                    | | | |
| Tipo motore: Ferrari 066/15 V6 turbo ibrido con bancate di 90° | Tipo motore: Ferrari 066/15 V6 turbo ibrido con bancate di 90°     | Tipo motore: Ferrari 066/15 V6 turbo ibrido con bancate di 90°     | Cilindrata: 1600 cm³                                                                                 | Cilindrata: 1600 cm³                                                                                 | Cilindrata: 1600 cm³                                                                                 |
| Distribuzione: Bialbero a 24 valvole con punterie pneumatiche  | Distribuzione: Bialbero a 24 valvole con punterie pneumatiche      | Distribuzione: Bialbero a 24 valvole con punterie pneumatiche      | Alimentazione: 500 bar-diretta (un iniettore per cilindro)                                           | Alimentazione: 500 bar-diretta (un iniettore per cilindro)                                           | Alimentazione: 500 bar-diretta (un iniettore per cilindro)                                           |
| Prestazioni motore                                             | Potenza: 1025 CV / Coppia: 500 Nm                                  | Potenza: 1025 CV / Coppia: 500 Nm                                  | Potenza: 1025 CV / Coppia: 500 Nm                                                                    | Potenza: 1025 CV / Coppia: 500 Nm                                                                    | Potenza: 1025 CV / Coppia: 500 Nm                                                                    |
| Accensione: Magneti Marelli statica                            | Accensione: Magneti Marelli statica                                | Accensione: Magneti Marelli statica                                | Impianto elettrico: Magneti Marelli                                                                  | Impianto elettrico: Magneti Marelli                                                                  | Impianto elettrico: Magneti Marelli                                                                  |
| Frizione: doppia multidisco a comando elettroidraulico         | Frizione: doppia multidisco a comando elettroidraulico             | Frizione: doppia multidisco a comando elettroidraulico             | Cambio: longitudinale sequenziale Ferrari, 8 marce + RM con comando semiautomatico a cambiata veloce | Cambio: longitudinale sequenziale Ferrari, 8 marce + RM con comando semiautomatico a cambiata veloce | Cambio: longitudinale sequenziale Ferrari, 8 marce + RM con comando semiautomatico a cambiata veloce |
| Telaio                                                         |                                                                    |                                                                    | | | |
| Corpo vettura                                                  | in materiale composito a nido d'ape con fibra di carbonio          | in materiale composito a nido d'ape con fibra di carbonio          | in materiale composito a nido d'ape con fibra di carbonio                                            | in materiale composito a nido d'ape con fibra di carbonio                                            | in materiale composito a nido d'ape con fibra di carbonio                                            |
| Sterzo                                                         | cremagliera servoassistito                                         | cremagliera servoassistito                                         | cremagliera servoassistito                                                                           | cremagliera servoassistito                                                                           | cremagliera servoassistito                                                                           |
| Sospensioni                                                    | anteriori: pull-rod / posteriori: push-rod                         | anteriori: pull-rod / posteriori: push-rod                         | anteriori: pull-rod / posteriori: push-rod                                                           | anteriori: pull-rod / posteriori: push-rod                                                           | anteriori: pull-rod / posteriori: push-rod                                                           |
| Freni                                                          | anteriori: Freni a disco Brembo / posteriori: Freni a disco Brembo | anteriori: Freni a disco Brembo / posteriori: Freni a disco Brembo | anteriori: Freni a disco Brembo / posteriori: Freni a disco Brembo                                   | anteriori: Freni a disco Brembo / posteriori: Freni a disco Brembo                                   | anteriori: Freni a disco Brembo / posteriori: Freni a disco Brembo                                   |
| Pneumatici                                                     | Pirelli / Cerchi: BBS da 18 in                                     | Pirelli / Cerchi: BBS da 18 in                                     | Pirelli / Cerchi: BBS da 18 in                                                                       | Pirelli / Cerchi: BBS da 18 in                                                                       | Pirelli / Cerchi: BBS da 18 in                                                                       |
| Altro                                                          |                                                                    |                                                                    | | | |
| Energia batteria (a giro) 4 MJ                                 | Sistema ERS                                                        | Sistema ERS                                                        | Sistema ERS                                                                                          | Sistema ERS                                                                                          | Sistema ERS                                                                                          |
| Potenza MGU-K: 120 kW                                          | Giri max MGU-K: 50 000 giri/min Giri max MGU-H: 125 000 giri/min   | Giri max MGU-K: 50 000 giri/min Giri max MGU-H: 125 000 giri/min   | Giri max MGU-K: 50 000 giri/min Giri max MGU-H: 125 000 giri/min                                     | Giri max MGU-K: 50 000 giri/min Giri max MGU-H: 125 000 giri/min                                     | Giri max MGU-K: 50 000 giri/min Giri max MGU-H: 125 000 giri/min                                     |
| Fonte dei dati: Scuderia Ferrari                               |                                                                    |                                                                    | | | |

## Presentazione
Per quanto concerne la sola livrea, questa è stata presentata (su base SF-24) il 18 febbraio 2025 all'O2 di Londra, per la prima volta congiuntamente a tutte quelle degli altri team del campionato 2025, in un evento celebrativo del 75º anniversario della Formula 1. La SF-25 nella sua veste definitiva è stata mostrata da Ferrari al termine dell'evento, sotto forma di rendering, attraverso i suoi canali ufficiali.

## Carriera agonistica

### Test
Dopo la prima accensione della power unit turbo-ibrida, effettuata nei primi giorni del febbraio 2025, la SF-25 ha debuttato in pista il 19 dello stesso mese, nello shakedown e annesso filming day sul circuito di Fiorano.

### Stagione

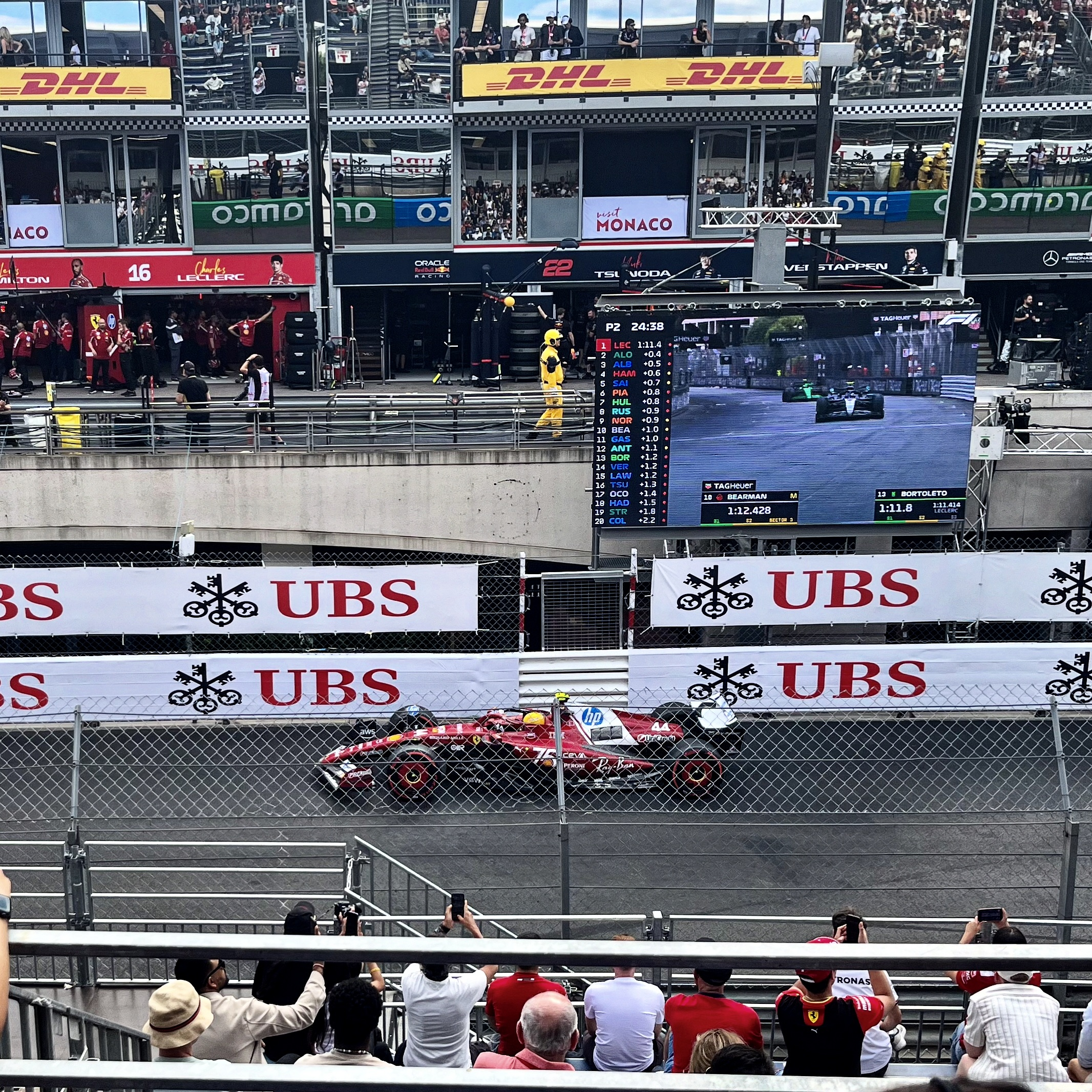
La SF-25 di Hamilton nelle prove libere del Gran Premio di Monaco

Nelle prime gare del campionato 2025 la SF-25 si dimostra al di sotto delle aspettative dell'inverno. A Melbourne Leclerc e Hamilton concludono la corsa rispettivamente in ottava e decima posizione, facendo registrare il peggiore avvio per la Scuderia dal 2009. Nei Gran Premi seguenti la monoposto italiana si stabilizza a ridosso del podio, senza mai ottenerlo; l'apice negativo viene toccato a Shanghai, dove entrambe le Ferrari vengono squalificate dopo i controlli post gara – per la prima volta nella sua storia, entrambe le vetture del Cavallino vengono escluse dall'ordine d'arrivo – nel caso del monegasco perché sottopeso, mentre per il britannico a causa dell'eccessiva usura del fondo. In questa fase, gli unici piazzamenti di rilievo arrivano proprio nel fine settimana cinese, dove Hamilton ottiene pole e vittoria nella gara Sprint del sabato – il primo successo in questo format sia per il team di Maranello sia per il pilota britannico. A Suzuka, Leclerc, quarto al traguardo, supera il record di Sebastian Vettel e diventa il pilota con più punti totalizzati per la Ferrari.
L'introduzione di un primo pacchetto di aggiornamenti a Sakhir consente un piccolo upgrade di prestazioni. Nel successivo appuntamento di Gedda, infatti, Leclerc ottiene il primo podio stagionale per la SF-25 chiudendo terzo. La Scuderia ritorna sul podio dopo tre gare, sempre grazie al monegasco, con il secondo posto colto a Monaco; ancora Leclerc – in questa fase ben più a suo agio sulla monoposto rispetto ad Hamilton – si ripete con il terzo posto della settimana successiva a Barcellona. Dopo un ulteriore aggiornamento inerente soprattutto il fondo vettura, il monegasco raccoglie un ulteriore terzo posto due gare dopo, a Spielberg.
Dopo il fine settimana di Silverstone che vede una Ferrari molto competitiva durante le prove ma poco concreta in gara, anche a causa delle condizioni mutevoli del circuito, si assiste all'introduzione di un nuovo aggiornamento – legato alla sospensione posteriore – in occasione dell'appuntamento di Spa-Francorchamps, che permette a Leclerc di cogliere il terzo posto in gara, suo quinto podio stagionale. Nell'ultima gara prima della pausa estiva, a Budapest, ancora Leclerc è capace di cogliere la prima pole position stagionale nonché la prima per Ferrari dal Gran Premio di Città del Messico 2024; tuttavia il giorno dopo, nonostante una gara condotta a lungo in testa, nell'ultimo stint il monegasco non è più in grado di reggere il passo delle due McLaren, fin qui mattatrici del campionato.

## Piloti
| Piloti ufficiali       | Piloti ufficiali   | Piloti ufficiali |
| Nazione                | Nome               | Numero           |
| ---------------------- | ------------------ | ---------------- |
| Monaco (bandiera)      | Charles Leclerc    | 16               |
| Regno Unito (bandiera) | Lewis Hamilton     | 44               |
| Piloti di riserva      |                    |                  |
| Nazione                | Nome               | Numero           |
| Cina (bandiera)        | Zhou Guanyu        | 24               |
| Italia (bandiera)      | Antonio Giovinazzi | 99               |
| Svezia (bandiera)      | Dino Beganovic     | 38               |

## Risultati in Formula 1
| Anno | Team    | Motore  | Gomme | Piloti   |    |     |   |   |   |    |   |   |   |   |   |    |    |    |  |  |  |  |  |  |  |  |  |  | Punti | Pos. |
| ---- | ------- | ------- | ----- | -------- | -- | --- | - | - | - | -- | - | - | - | - | - | -- | -- | -- |  |  |  |  |  |  |  |  |  |  | ----- | ---- |
| 2025 | Ferrari | Ferrari | P     | Leclerc  | 8  | SQ5 | 4 | 4 | 3 | 7  | 6 | 2 | 3 | 5 | 3 | 14 | 34 | 4  |  |  |  |  |  |  |  |  |  |  | 260   | 2º   |
| 2025 | Ferrari | Ferrari | P     | Hamilton | 10 | SQ1 | 7 | 5 | 7 | 83 | 4 | 5 | 6 | 6 | 4 | 4  | 7  | 12 |  |  |  |  |  |  |  |  |  |  | 260   | 2º   |

| Legenda | 1º posto     | 2º posto | 3º posto    | A punti         | Senza punti/Non class.  | Grassetto – Pole position Corsivo – Giro più veloce Apice – Risultato Sprint (A punti) |
| Legenda | Squalificato | Ritirato | Non partito | Non qualificato | Solo prove/Terzo pilota | Grassetto – Pole position Corsivo – Giro più veloce Apice – Risultato Sprint (A punti) |